# Hoa hậu Hãng hàng không Nauru
Hoa hậu Hoàn vũ Nauru (tiếng Anh: Miss Universe Nauru) trước năm 2020 nó có tên là Hoa hậu Hãng hàng không Nauru (tiếng Anh: Miss Airlines Nauru) sở dĩ nó đổi tên là vì tổ chức này đã mua bản quyền Hoa hậu Hoàn vũ, Hoa hậu Châu Á Thái Bình Dương Quốc tế về quốc gia này vào năm 2020 và bắt đầu cử đại diện đầu tiên vào năm 2021. Hoa hậu sẽ dự thi Hoa hậu Hoàn vũ, Á hậu 1 sẽ thi Hoa hậu Châu Á Thái Bình Dương Quốc tế. Năm 2021, tổ chức này cũng đã mua bản quyền Hoa hậu Siêu quốc gia và Á hậu 2 sẽ là người tham dự. 
Đương kim Hoa hậu Hoàn vũ Nauru là Uya Maphila đến từ Meneng. Cô là Hoa hậu Hoàn vũ Nauru 2021 đăng quang vào ngày 7 tháng 2 tại Trung tâm Hội nghị Quốc gia Millpes, Ewa và đại diện cho Nauru tham dự Hoa hậu Hoàn vũ 2022. Á hậu 1 là Junphams đến từ Yaren, cô ấy sẽ đại diện cho Nauru tham gia Hoa hậu Châu Á Thái Bình Dương Quốc tế 2022 diễn ra tại Philippines. Á hậu 2 là Orio Karia đến từ Ijuw và cô là đại diện đầu tiên của Nauru đến với đấu trường sắc đẹp - Hoa hậu Siêu quốc gia.

## Lịch sử
Hoa hậu Hãng hàng không Nauru thành lập năm 1990 được tổ chức với mục đích tìm kiếm đại diện của đất nước Nauru để đến với đấu trường sắc đẹp khu vực đó là cuộc thi Hoa hậu Châu Á Thái Bình Dương Quốc tế. Hoa hậu sẽ được dự thi cuộc thi này. Sau này, đến năm 2020 thì Hoa hậu Hãng hàng không Nauru được đổi tên thành Hoa hậu Hoàn vũ Nauru do đã mua được bản quyền Hoa hậu Hoàn vũ. Kể từ năm 2021, hoa hậu sẽ dự thi Hoa hậu Hoàn vũ, còn á hậu 1 sẽ dự thi Hoa hậu Châu Á Thái Bình Dương Quốc tế. 
Tổ chức chịu trách nhiệm tổ chức cuộc thi và mua bản quyền Hoa hậu Hoàn vũ trước năm 2020 là Hãng hàng không quốc gia Nauru - Our Airlines với chủ tịch điều hành là ông Calas Mulidon. Đến khi đổi tên cuộc thi thì chủ tịch điều hành cũng đổi theo. 
Hiện tại chủ tịch điều hành cuộc thi Hoa hậu Hoàn vũ Nauru là Eita Dabug, cô là Hoa hậu Hãng hàng không Nauru 2018. Cô hiện tại chịu trách nhiệm gửi thí sinh đại diện cho Nauru đến Hoa hậu Hoàn vũ mỗi năm kể từ năm 2021.
Năm 2021, tổ chức này đã mua bản quyền Hoa hậu Siêu quốc gia về quốc gia này sau cuộc đàm phán kéo dài gần 2 năm. Á hậu 2 sẽ là người tham dự đấu trường sắc đẹp này từ năm 2022 do năm 2021 quốc gia này không tìm được đại diện phù hợp tiêu chí.

## Đại diện Nauru tại Hoa hậu Hoàn vũ
| Năm  | Hoa hậu                 | Danh hiệu quốc gia                 | Thành tích quốc tế                             |
| ---- | ----------------------- | ---------------------------------- | ---------------------------------------------- |
| 2019 | Eita Dabug              | Hoa hậu Hãng hàng không Nauru 2018 | Dự định tham gia nhưng chưa mua được bản quyền |
| 2020 | Millennia Finch         | Hoa hậu Hãng hàng không Nauru 2019 | Dự định tham gia nhưng đã rút lui              |
| 2021 | Chanique Ebadunga Deiye | Hoa hậu Hoàn vũ Nauru 2020         | TBD                                            |
| 2022 | Uya Maphila             | Hoa hậu Hoàn vũ Nauru 2021         | TBD                                            |

## Đại diện của Nauru tại Hoa hậu Châu Á Thái Bình Dương Quốc tế
| Năm         | Hoa hậu                                                       | Danh hiệu quốc gia                                            | Thành tích quốc tế                                            |
| ----------- | ------------------------------------------------------------- | ------------------------------------------------------------- | ------------------------------------------------------------- |
| 1992        | Danny Girlz                                                   | Hoa hậu Hãng hàng không Nauru 1990                            | Không đạt giải                                                |
| 1993        | Aliazabes Manisa                                              | Á hậu 1 Hãng hàng không Nauru 1990                            | Không đạt giải                                                |
| 1994        | Jamina Gamala                                                 | Á hậu 2 Hãng hàng không Nauru 1990                            | Không đạt giải                                                |
| 1995        | Baulasus Kirillna                                             | Top 5 Hãng hàng không Nauru 1990                              | Á hậu 4                                                       |
| 1996        | Valesy Minina                                                 | Top 5 Hãng hàng không Nauru 1990                              | Không đạt giải                                                |
| 1997        | Liliana Cocojan                                               | Hoa hậu Hãng hàng không Nauru 1996                            | Á hậu 1                                                       |
| 1998        | Hirta Nara                                                    | Hoa hậu Hãng hàng không Nauru 1997                            | Top 15                                                        |
| 1999        | Kalvina Sausa                                                 | Hoa hậu Hãng hàng không Nauru 1998                            | Top 15                                                        |
| 2000        | Uiju Calarana Sosara                                          | Hoa hậu Hãng hàng không Nauru 1999                            | Top 5                                                         |
| 2001        | Nalaca Jenny                                                  | Hoa hậu Hãng hàng không Nauru 2000                            | Không đạt giải                                                |
| 2002        | Valencia Hauian                                               | Hoa hậu Hãng hàng không Nauru 2001                            | Top 10                                                        |
| 2003        | Buada Badu                                                    | Hoa hậu Hãng hàng không Nauru 2002                            | Top 5                                                         |
| 2004        | Yuia Maragalia                                                | Hoa hậu Hãng hàng không Nauru 2003                            | Cuộc thi Hoa hậu Châu Á Thái Bình Dương Quốc tế bị hoãn       |
| 2005        | Kaliana Majuke                                                | Hoa hậu Hãng hàng không Nauru 2004                            | Bỏ cuộc                                                       |
| 2006 - 2016 | Cuộc thi Hoa hậu Châu Á Thái Bình Dương Quốc tế bị hoãn       | Cuộc thi Hoa hậu Châu Á Thái Bình Dương Quốc tế bị hoãn       | Cuộc thi Hoa hậu Châu Á Thái Bình Dương Quốc tế bị hoãn       |
| 2017 - 2018 | Nauru không gửi đại diện đến cuộc thi từ năm 2017 và năm 2018 | Nauru không gửi đại diện đến cuộc thi từ năm 2017 và năm 2018 | Nauru không gửi đại diện đến cuộc thi từ năm 2017 và năm 2018 |
| 2019        | Eita Dabug                                                    | Hoa hậu Hãng hàng không Nauru 2018                            | Bỏ cuộc                                                       |
| 2020        | Millennia Finch                                               | Hoa hậu Hãng hàng không Nauru 2019                            | Cuộc thi Hoa hậu Châu Á Thái Bình Dương Quốc tế bị hoãn       |
| 2021        | Cattleyar Greya                                               | Á hậu 1 Hoàn vũ Nauru 2020                                    | TBD                                                           |
| 2022        | Junphams                                                      | Á hậu 1 Hoàn vũ Nauru 2021                                    | TBD                                                           |

## Đại diện của Nauru tại Hoa hậu Siêu quốc gia
| Năm  | Hoa hậu      | Danh hiệu quốc gia         | Thành tích quốc tế |
| ---- | ------------ | -------------------------- | ------------------ |
| 2021 | Bibi Carnews | Á hậu 2 Hoàn vũ Nauru 2020 | Từ chối tham dự    |
| 2022 | Orio Karina  | Á hậu 2 Hoàn vũ Nauru 2021 | TBD                |

## Danh sách người chiến thắng
- : Cuộc thi bị hoãn
- : Bị truất ngôi

| Năm  | Ngày đăng quang                                                                                 | Hoa hậu                                                                                         | Quê quán                                                                                        | Tuổi                                                                                            | Nơi đăng quang                                                     |
| ---- | ----------------------------------------------------------------------------------------------- | ----------------------------------------------------------------------------------------------- | ----------------------------------------------------------------------------------------------- | ----------------------------------------------------------------------------------------------- | ------------------------------------------------------------------ |
| 1989 | 27 tháng 10 năm 1990                                                                            | Dianaers Syaida (Không chính thức)                                                              | Ewa                                                                                             | 25                                                                                              | Sân bay Quốc tế Nauru                                              |
| 1990 | 28 tháng 10 năm 1990                                                                            | Danny Girlz                                                                                     | Yaren                                                                                           | 20                                                                                              | Sân bay Quốc tế Nauru                                              |
| 1991 | Cuộc thi bị hoãn do không tìm được nhà tài trợ và nơi đăng cai                                  | Cuộc thi bị hoãn do không tìm được nhà tài trợ và nơi đăng cai                                  | Cuộc thi bị hoãn do không tìm được nhà tài trợ và nơi đăng cai                                  | Cuộc thi bị hoãn do không tìm được nhà tài trợ và nơi đăng cai                                  | Cuộc thi bị hoãn do không tìm được nhà tài trợ và nơi đăng cai     |
| 1992 | Cuộc thi bị hoãn do không tìm được nhà tài trợ và nơi đăng cai                                  | Cuộc thi bị hoãn do không tìm được nhà tài trợ và nơi đăng cai                                  | Cuộc thi bị hoãn do không tìm được nhà tài trợ và nơi đăng cai                                  | Cuộc thi bị hoãn do không tìm được nhà tài trợ và nơi đăng cai                                  | Cuộc thi bị hoãn do không tìm được nhà tài trợ và nơi đăng cai     |
| 1993 | Cuộc thi bị hoãn do không tìm được nhà tài trợ và nơi đăng cai                                  | Cuộc thi bị hoãn do không tìm được nhà tài trợ và nơi đăng cai                                  | Cuộc thi bị hoãn do không tìm được nhà tài trợ và nơi đăng cai                                  | Cuộc thi bị hoãn do không tìm được nhà tài trợ và nơi đăng cai                                  | Cuộc thi bị hoãn do không tìm được nhà tài trợ và nơi đăng cai     |
| 1994 | Cuộc thi bị hoãn do không tìm được nhà tài trợ và nơi đăng cai                                  | Cuộc thi bị hoãn do không tìm được nhà tài trợ và nơi đăng cai                                  | Cuộc thi bị hoãn do không tìm được nhà tài trợ và nơi đăng cai                                  | Cuộc thi bị hoãn do không tìm được nhà tài trợ và nơi đăng cai                                  | Cuộc thi bị hoãn do không tìm được nhà tài trợ và nơi đăng cai     |
| 1995 | Cuộc thi bị hoãn do không tìm được nhà tài trợ và nơi đăng cai                                  | Cuộc thi bị hoãn do không tìm được nhà tài trợ và nơi đăng cai                                  | Cuộc thi bị hoãn do không tìm được nhà tài trợ và nơi đăng cai                                  | Cuộc thi bị hoãn do không tìm được nhà tài trợ và nơi đăng cai                                  | Cuộc thi bị hoãn do không tìm được nhà tài trợ và nơi đăng cai     |
| 1996 | 5 tháng 6 năm 1996                                                                              | Liliana Cocojan                                                                                 | Meneng                                                                                          | 19                                                                                              | Sân bay Quốc tế Nauru                                              |
| 1997 | 17 tháng 9 năm 1997                                                                             | Hirta Nara                                                                                      | Meneng                                                                                          | 20                                                                                              | Sân bay Quốc tế Nauru                                              |
| 1998 | 3 tháng 4 năm 1998                                                                              | Kalvina Sausa                                                                                   | Meneng                                                                                          | 18                                                                                              | Sân bay Quốc tế Nauru                                              |
| 1999 | 12 tháng 11 năm 1999                                                                            | Uiju Calarana Sosara                                                                            | Yaren                                                                                           | 21                                                                                              | Sân bay Quốc tế Nauru                                              |
| 2000 | 31 tháng 8 năm 2000                                                                             | Nalaca Jenny                                                                                    | Anetan                                                                                          | 25                                                                                              | Quảng trường Quốc gia Nauru                                        |
| 2001 | 19 tháng 7 năm 2001                                                                             | Valencia Hauian                                                                                 | Ijuw                                                                                            | 25                                                                                              | Sân bay Quốc tế Nauru                                              |
| 2002 | 6 tháng 7 năm 2002                                                                              | Buada Badu                                                                                      | Buada                                                                                           | 21                                                                                              | Chung cư 375 Meneng                                                |
| 2003 | ￼23 tháng 3 năm 2003                                                                            | Yuia Maragalia                                                                                  | Denigomodu                                                                                      | 26                                                                                              | Quảng trường Quốc gia Nauru                                        |
| 2004 | 23 tháng 5 năm 2004                                                                             | Kaliana Majuke                                                                                  | Anibare                                                                                         | 24                                                                                              | Khách sạn Yaren                                                    |
| 2005 | 25 tháng 12 năm 2005                                                                            | Balzaal Jurk                                                                                    | Yaren                                                                                           | 23                                                                                              | Tòa nhà thương mại Nauru                                           |
| 2007 | Cuộc thi bị hoãn do thủng đoạn kinh tế tại Nauru vào cuối năm 2007                              | Cuộc thi bị hoãn do thủng đoạn kinh tế tại Nauru vào cuối năm 2007                              | Cuộc thi bị hoãn do thủng đoạn kinh tế tại Nauru vào cuối năm 2007                              | Cuộc thi bị hoãn do thủng đoạn kinh tế tại Nauru vào cuối năm 2007                              | Cuộc thi bị hoãn do thủng đoạn kinh tế tại Nauru vào cuối năm 2007 |
| 2008 | 7 tháng 6 năm 2008                                                                              | Barbie Dress (Truất ngôi)                                                                       | Buada                                                                                           | 29                                                                                              | Sân bay Quốc tế Nauru                                              |
| 2008 | 7 tháng 6 năm 2008 8 tháng 6 năm 2008                                                           | Jellyn Mark (Thay thế)                                                                          | Baiti                                                                                           | 22                                                                                              | Sân bay Quốc tế Nauru                                              |
| 2009 | 18 tháng 4 năm 2009                                                                             | Sandy Burke (Từ bỏ ngôi vị)                                                                     | Yaren                                                                                           | 25                                                                                              | Vườn Quốc gia - Khu bảo tồn thiên nhiên Nauru                      |
| 2009 | 4 tháng 11 năm 2010                                                                             | Sandy Maphyla (Thay thế)                                                                        | Uaboe                                                                                           | 19                                                                                              | Vườn Quốc gia - Khu bảo tồn thiên nhiên Nauru                      |
| 2011 | Cuộc thi bị hoãn khi đang tổ chức được 1/4 buổi lễ và người chiến thắng do ban tổ chức chỉ định | Cuộc thi bị hoãn khi đang tổ chức được 1/4 buổi lễ và người chiến thắng do ban tổ chức chỉ định | Cuộc thi bị hoãn khi đang tổ chức được 1/4 buổi lễ và người chiến thắng do ban tổ chức chỉ định | Cuộc thi bị hoãn khi đang tổ chức được 1/4 buổi lễ và người chiến thắng do ban tổ chức chỉ định | Bệnh viện Đa khoa Quốc gia Nauru                                   |
| 2011 | 5 tháng 11 năm 2011                                                                             | Demilili Anna (Chỉ định)                                                                        | Yaren                                                                                           | 27                                                                                              | Bệnh viện Đa khoa Quốc gia Nauru                                   |
| 2012 | 21 tháng 10 năm 2012                                                                            | Charmagne Wallin                                                                                | Baiti                                                                                           | 25                                                                                              | Trường Tiểu học Quốc gia Nauru                                     |
| 2013 | 30 tháng 6 năm 2013                                                                             | Ekamawin Omo                                                                                    | Yaren                                                                                           | 19                                                                                              | Sân bay Quốc tế Nauru                                              |
| 2015 | ￼27 tháng 8 năm 2015                                                                            | Kauai                                                                                           | Meneng                                                                                          | 23                                                                                              | Sân bay Quốc tế Nauru                                              |
| 2016 | 31 tháng 12 năm 2016                                                                            | Lucina Detsiogo                                                                                 | Buada                                                                                           | 21                                                                                              | Văn phòng Chính phủ Nauru                                          |
| 2017 | Cuộc thi bị hoãn do không tìm được nhà tài trợ và nơi đăng cai                                  | Cuộc thi bị hoãn do không tìm được nhà tài trợ và nơi đăng cai                                  | Cuộc thi bị hoãn do không tìm được nhà tài trợ và nơi đăng cai                                  | Cuộc thi bị hoãn do không tìm được nhà tài trợ và nơi đăng cai                                  | Cuộc thi bị hoãn do không tìm được nhà tài trợ và nơi đăng cai     |
| 2018 | 16 tháng 2 năm 2018                                                                             | Eita Dabug                                                                                      | Nibok                                                                                           | 27                                                                                              | Tòa nhà Quốc hội Nauru                                             |
| 2019 | 30 tháng 11 năm 2019                                                                            | Millennia Finch                                                                                 | Yaren                                                                                           | 20                                                                                              | Tòa nhà Nauru House                                                |
| 2020 | 26 tháng 8 năm 2020                                                                             | Chanique Ebadunga Deiye                                                                         | Uaboe                                                                                           | 18                                                                                              | Sân bay Quốc tế Nauru                                              |
| 2021 | 7 tháng 2 năm 2021                                                                              | Uya Maphila                                                                                     | Meneng                                                                                          | 21                                                                                              | Trung tâm Hội nghị Millpes, Ewa                                    |

- Cuộc thi bị hoãn vào năm 1991, 1992, 1993, 1994, 1995, 2006, 2010, 2014.
- Năm 2008, lần đầu tiên người chiến thắng ban đầu bị truất ngôi sau khi đăng quang được 1 ngày do cô ấy đã lố tuổi dự thi là 29 trong khi cuộc thi giới hạn là từ 18 đến 27 tuổi. Và Á hậu là người thay thế trọng trách hoa hậu.
- Năm 2011, cuộc thi bị hoãn khi đang tổ chức được 1/4 buổi lễ và người chiến thắng do ban tổ chức chỉ định vài ngày sau đó.
- Năm 2009 - 2010 hoa hậu Sandy Burke đã từ bỏ ngôi vị khi cô đang đồng hành với cuộc thi để tìm ra người kế nhiệm mình với lý do cuộc thi đang tổ chức được 1/4 thì bị hoãn lại, hoa hậu năm đó được ban tổ chức chỉ định vài ngày sau đó và khi cô ấy lên ngôi thì cựu hoa hậu không xuất hiện để trao lại vương miện.
- Dianaers Syaida￼ - Hoa hậu Hãng hàng không Nauru 1989 không được công nhận rộng rãi vì lý do chỉ được trao danh hiệu trước 1 ngày để thực hiện nhiệm vụ trao vương miện cho tân hoa hậu vào ngày hôm sau.

## Số lần chiến thắng theo đơn vị hành chính
| Đơn vị hành chính | Số lần | Năm                                            |
| ----------------- | ------ | ---------------------------------------------- |
| Cuộc thi bị hoãn  | 8 lần  | 1991, 1992, 1993, 1994, 1995, 2005, 2009, 2014 |
| Yaren             | 7 lần  | 1990, 1999, 2005, 2009, 2011, 2013, 2019       |
| Meneng            | 5 lần  | 1996, 1997, 1998, 2015, 2021                   |
| Buada             | 3 lần  | 2002, 2008 ¹, 2016                             |
| Baiti             | 2 lần  | 2008 ², 2012                                   |
| Uaboe             | 2 lần  | 2009, 2020                                     |
| Ewa               | 1 lần  | 1989                                           |
| Anetan            | 1 lần  | 2000                                           |
| Ijuw              | 1 lần  | 2001                                           |
| Denigomodu        | 1 lần  | 2003                                           |
| Anibare           | 1 lần  | 2004                                           |
| Nibok             | 1 lần  | 2018                                           |

## Số lần đăng cai theo đơn vị hành chính
| Đơn vị hành chính | Số lần | Năm |
| ----------------- | ------ | --- |
| Yaren             | 20 lần | 1989, 1990, 1996, 1997, 1998, 1999, 2000, 2001, 2003, 2004, 2005, 2008, 2009, 2011, 2012, 2013, 2015, 2016, 2018, 2019 |
| Meneng            | 1 lần  | 2002 |
| Ewa               | 1 lần  | 2020 |

## Các đơn vị hành chính thành công nhất tại cuộc thi
| Hạng | Đơn vị hành chính | Thành tích cao nhất                                    |
| ---- | ----------------- | ------------------------------------------------------ |
| 1    | Meneng            | Chiến thắng (1996, 1997, 1998, 2015, 2021)             |
| 2    | Ewa               | Chiến thắng (1989)                                     |
| 3    | Yaren             | Chiến thắng (1990, 1999, 2005, 2009, 2011, 2013, 2019) |
| 4    | Baiti             | Chiến thắng (2008 ², 2012)                             |
| 5    | Uaboe             | Chiến thắng (2009, 2020)                               |
| 6    | Anibare           | Chiến thắng (2004)                                     |
| 7    | Buada             | Chiến thắng (2002, 2008 ¹, 2016)                       |
| 8    | Ijuw              | Chiến thắng (2001)                                     |
| 9    | Anetan            | Chiến thắng (2000)                                     |
| 10   | Denigomodu        | Chiến thắng (2003)                                     |
| 11   | Nibok             | Chiến thắng (2018)                                     |
| 12   | Aiwo              | Top 5 (2019)                                           |
| 13   | Boe               | Top 10 (1998)                                          |
| 14   | Anabar            | Á hậu 1 (2001)                                         |